# Warren Frost
Warren Frost (n. 5 iunie 1925, Newburyport⁠(d), Massachusetts, SUA – d. 17 februarie 2017, Middlebury⁠(d), Vermont, SUA) a fost un actor american de teatru, film și televiziune. Acesta este cunoscut pentru următoarele roluri: doctorul Hayward în Twin Peaks, Billy Lewis în Matlock⁠(d) și Henry Ross în Seinfeld.

## Biografie
Frost s-a născut în 1925 în Newburyport, Massachusetts⁠(d) și a crescut atât în Bronx, cât și în Essex Junction, Vermont⁠(d).
La vârsta de 17 ani, s-a înrolat în Marina Statelor Unite în timpul celui de-Al Doilea Război Mondial și a activat la bordul distrugatorului USS Borum (DE-790)⁠(en)[traduceți] în Europa în timpul debarcării din Normandia. La vârsta de 21 de ani, s-a înscris la Middlebury College⁠(d) din Vermont pentru a studia limba engleză în baza legii G.I. Bill of Rights⁠(d).

## Cariera
Și-a petrecut o mare parte a carierei în zona metropolitană Minneapolis-Saint Paul, fiind profesor la Universitatea din Minnesota și director artistic al Teatrului Chimera din St. Paul. A avut un rol minor, dar memorabil în lungmetrajul Abatorul cinci (1972).
A devenit cunoscut în a doua parte a vieții sale pentru rolurile din diferite seriale de televiziune. La vârsta de 60 de ani, a fost ales de fiul său Mike, unul dintre creatorii Twin Peaks, să-l interpreteze pe doctorul Will Hayward. A apărut în treizeci de episoade și și-a reluat rolul în filmul Twin Peaks - Ultimele șapte zile ale Laurei Palmer, însă scenele au fost eliminate. Datorită acestui rol, a ajuns în distribuția serialului Matlock.
În sitcomul Seinfeld, acesta l-a interpretat pe Henry Ross, tatăl lui Susan Ross, logodnica lui George Costanza⁠(d). Grace Zabriskie, fosta sa colegă de pe platourile de filmare ale serialului Twin Peaks, a jucat-o pe doamna Ross.
Frost a reluat rolul lui Doc Hayward în sezonul 3 al Twin Peaks în 2017.

## Viața personală și moartea
Frost s-a căsătorit cu Mary Virginia Calhoun în 1949. Este tatăl  producătorului Mark Frost⁠(d), al actriței Lindsay Frost⁠(d) și al scriitorului Scott Frost⁠(d). A fost bunicul jucătorului de baseball Lucas Giolito⁠(d) și al actorului Casey Giolito.
Frost a murit în casa sa din Middlebury, Vermont⁠(d) pe 17 februarie 2017 la vârsta de 91 de ani.

## Filmografie
| An   | Titlu                           | Rol                   | Note        |
| ---- | ------------------------------- | --------------------- | ----------- |
| 1958 | War of the Colossal Beast       | Operator              |             |
| 1959 | The Mating Game                 | Secretar              | nemenționat |
| 1959 | It Started with a Kiss          | Lt. McCann            | nemenționat |
| 1972 | Slaughterhouse-Five             | Șofer                 | nemenționat |
| 1992 | Twin Peaks: Fire Walk with Me   | Dr. Will Hayward      |             |
| 1993 | Sister Act 2: Back in the Habit | Archdiocese Person #1 |             |
| 2014 | Twin Peaks: The Missing Pieces  |                       |             |

### Televiziune
| An        | Titlu                         | Rol                        | Note                                      |
| --------- | ----------------------------- | -------------------------- | ----------------------------------------- |
| 1957      | Goodyear Television Playhouse | Gene Marley                | Episodul: "The Princess Back Home"        |
| 1957      | Death Valley Days             | John Chapman               | Episodul: "The Calico Dog"                |
| 1957      | The Gray Ghost                | Capt. Leonard Wood         | Episodul: "The Missing Colonel"           |
| 1958      | Navy Log                      | Shugart                    | Episodul: "The Butchers of Kapsan"        |
| 1958      | The Silent Service            | Capt. Edward H. Mikes      | Episodul: "The Story of the U.S.S. Aspro" |
| 1958      | Studio One                    | The Desk Clerk             | Episodul: "The Desperate Age"             |
| 1958      | The Gale Storm Show           | Jerry                      | Episodul: "You Gotta Have Charm"          |
| 1958      | The Danny Thomas Show         | Man In Dream               | Episodul: "The Reunion"                   |
| 1958–1959 | Playhouse 90                  | Various roles              | 3 episoade                                |
| 1960      | Perry Mason                   | Infrared Camera Technician | Episodul: "The Case of the Nimble Nephew" |
| 1988      | Tattingers                    | Albert Philcox             | Episodul: "Death and Taxis"               |
| 1988–1989 | As the World Turns            | Jarred Carpenter           | 5 episoade                                |
| 1989      | Quantum Leap                  | US Senator                 | Episodul: "Honeymoon Express"             |
| 1989      | Beauty and the Beast          | Paul Malloy                | Episodul: "Though Lovers Be Lost..."      |
| 1989–1991 | Twin Peaks                    | Dr. Will Hayward           | 30 de episoade                            |
| 1990      | So Proudly We Hail            | Horace Gabler              | Film de televiziune                       |
| 1990      | Psycho IV: The Beginning      | Dr. Leo Richmond           | Film de televiziune                       |
| 1990      | L.A. Law                      | George Melten              | Episodul: "New Kidney on the Block"       |
| 1991      | Get a Life                    | Senator                    | Episodul: "Health Inspector 2000"         |
| 1991      | Civil Wars                    | Judge Adelman              | Episodul: "Have Gun, Will Unravel"        |
| 1991–1995 | Matlock                       | Billy Lewis                | 18 episoade                               |
| 1992      | Intruders                     | Dr. Holman                 | 2 episoade                                |
| 1992      | Murphy Brown                  | Dave                       | Episodul: "A Year to Remember"            |
| 1992      | Life Goes On                  | Judge Harper               | Episodul: "Love Letters"                  |
| 1992–1998 | Seinfeld                      | Henry Ross                 | 5 episoade                                |
| 1994      | The Byrds of Paradise         | Rex Palmer                 | 5 episoade                                |
| 1994      | The Stand                     | George Richardson          | 2 episoade                                |
| 1994      | The Larry Sanders Show        | Jerry Sanders              | Episodul: "Would You Do Me a Favor?"      |
| 1995      | Grace Under Fire              | Man at House               | Episodul: "No Money Down"                 |
| 1995      | Murder One                    | Judge Neil Platner         | Episodul: "Chapter Six"                   |
| 1996      | The John Larroquette Show     | Professor Nolfi            | Episodul: "The Master Class"              |
| 2017      | Twin Peaks                    | Doc Will Hayward           | Episodul: "Part 7"                        |